# Proces stochastyczny
Proces stochastyczny, proces losowy (gr. στοχαστικός (stochastikós) 'będący wynikiem domysłu') – rodzina zmiennych losowych, określonych na pewnej przestrzeni probabilistycznej o wartościach w pewnej przestrzeni mierzalnej. Ogólnie procesem stochastycznym nazywa się funkcję zależną od czasu, której wartości w każdym momencie czasowym są zmiennymi losowymi. Najprostszym przykładem procesu stochastycznego jest wielokrotny rzut monetą: dziedziną funkcji jest zbiór liczb naturalnych (liczba rzutów), natomiast wartością funkcji dla danej liczby jest jeden z dwóch możliwych stanów losowania (zdarzenie), orzeł lub reszka. Nie należy mylić procesu losowego, którego wartości są zdarzeniami losowymi, z funkcją, która zdarzeniom przypisuje wartość prawdopodobieństwa ich wystąpienia (mamy wówczas do czynienia z rozkładem gęstości prawdopodobieństwa).
W praktyce dziedziną, na której zdefiniowana jest funkcja, jest najczęściej przedział czasowy (taki proces stochastyczny nazywany jest szeregiem czasowym) lub obszar przestrzeni (wtedy nazywany jest polem losowym). Jako przykłady szeregów czasowych można podać: fluktuacje giełdowe, sygnały, takie jak mowa, dźwięk i wideo, dane medyczne takie jak EKG i EEG, ciśnienie krwi i temperatura ciała, losowe ruchy takie jak ruchy Browna. Przykładami pól losowych są statyczne obrazy, losowe krajobrazy i układ składników w niejednorodnych materiałach.

## Definicja
Niech {\displaystyle T} będzie niepustym zbiorem, który będziemy dalej nazywać zbiorem indeksów, {\displaystyle (\Omega ,{\mathcal {A}},{\mathsf {P}})} będzie przestrzenią probabilistyczną oraz {\displaystyle (E,{\mathfrak {M}})} będzie przestrzenią mierzalną. Rodzinę zmiennych losowych
{\displaystyle X=(X_{t})_{t\in T},}
to znaczy rodzinę funkcji {\displaystyle {\mathcal {A}}/{\mathfrak {M}}}-mierzalnych nazywamy procesem stochastycznym. Przestrzeń {\displaystyle (E,{\mathfrak {M}})} nazywamy przestrzenią fazową albo przestrzenią stanów procesu {\displaystyle X.}
Często za zbiór {\displaystyle T} przyjmuje się przedział {\displaystyle [0,\infty )} lub zbiór liczb naturalnych, za {\displaystyle E} zbiór liczb rzeczywistych, a za {\displaystyle {\mathfrak {M}}} rodzinę borelowskich podzbiorów prostej.
Procesy stochastyczne, których zbiór indeksów jest przeliczalny nazywamy łańcuchami (zob. łańcuch Markowa).

### Modyfikacje procesów stochastycznych
Procesy stochastyczne {\displaystyle X=(X_{t})_{t\in T}} i {\displaystyle Y=(Y_{t})_{t\in T}} nazywamy (wzajemnymi) modyfikacjami, gdy dla każdego {\displaystyle t\in T{:}}
{\displaystyle {\mathsf {P}}(\{\omega \in \Omega \colon X_{t}(\omega )\neq Y_{t}(\omega )\})=0.}
Modyfikację {\displaystyle Y} procesu {\displaystyle X} nazywamy ciągłą, gdy dla każdego {\displaystyle \omega \in \Omega } trajektoria
{\displaystyle T\ni t\mapsto Y_{t}(\omega )}
jest ciągła.

### Związek z wielowymiarową zmienną losową
Oczywiście matematyczna definicja funkcji dopuszcza przypadek „funkcja ze zbioru {\displaystyle \{1,\dots ,n\}} w {\displaystyle \mathbf {R} } jest wektorem w {\displaystyle \mathbf {R} ^{n}}”, więc wielowymiarowa zmienna losowa ma tę samą definicję, co proces stochastyczny. W praktyce jednak odróżnia się te terminy, rezerwując nazwę „proces stochastyczny” dla modeli zjawisk rozciągających się w czasie, gdzie każdy z elementów wektora opisuje jedną chwilę lub przedział czasowy. O wielowymiarowej zmiennej losowej mówi się natomiast częściej wtedy, gdy wszystkie elementy wektora opisują różne parametry w tej samej chwili czasowej.

### Interesujące przypadki specjalne
- procesy Bernoulliego
- proces Wienera
- procesy Markowa, gdzie stany w bezpośredniej przyszłości zależą tylko od stanu aktualnego
- procesy Poissona
- procesy stacjonarne
- procesy homogeniczne: proces, gdzie dziedzina posiada pewną symetrię i skończenie-wymiarowe rozkłady prawdopodobieństwa także mają tę symetrię. Specjalny przypadek obejmuje proces stacjonarny
- procesy o przyrostach niezależnych: procesy, gdzie dziedzina jest przynajmniej częściowo uporządkowana i jeśli {\displaystyle x_{1}<\dots <x_{n},} wszystkie zmienne {\displaystyle f(x_{k+1})-f(x_{k})} są niezależne
- procesy punktowe: losowe ustawienia punktów w przestrzeni {\displaystyle S}
- procesy gaussowskie: procesy, gdzie wszystkie liniowe kombinacje współrzędnych są zmiennymi losowymi z rozkładem normalnym
- martyngały
- procesy Galtona-Watsona
- proces gałązkowy
- ruchy Browna

## Przykłady
- błądzenie losowe

## Procesy stacjonarne
Proces stochastyczny X(t) nazywamy procesem stacjonarnym (w wąskim sensie) jeżeli dla każdego {\displaystyle (t_{1},t_{2},\dots ,t_{n})} łączny rozkład {\displaystyle \{X(t_{1}+t_{0}),X(t_{2}+t_{0}),\dots ,X(t_{n}+t_{0})\}} nie zależy od {\displaystyle t_{0}.} Innymi słowy, właściwości takiego procesu nie zmieniają się przy przesunięciu osi czasu.
Proces stochastyczny X(t) nazywamy procesem stacjonarnym w szerszym sensie, jeżeli:
1. {\displaystyle E{X^{2}(t)}<\infty ,}
2. {\displaystyle E{X(t)}=\mu } jest stałe,
3. {\displaystyle E\{(X(t)-\mu )(X(s)-\mu )\}} zależy tylko od różnicy t-s.

## Konstruowanie procesów stochastycznych
W aksjomatyzacji teorii prawdopodobieństwa środkami teorii miary, podstawowym zadaniem jest konstrukcja sigma-algebry zbiorów mierzalnych w przestrzeni wszystkich funkcji i zbudowanie na niej skończonej miary. W tym celu tradycyjnie używa się metody zwanej rozszerzeniem Kołmogorowa.

### Rozszerzenie Kołmogorowa
Rozszerzenie Kołmogorowa przebiega według następującego schematu: zakładając, że miara prawdopodobieństwa na przestrzeni wszystkich funkcji {\displaystyle f\colon X\to Y} istnieje, może być ona użyta do zdefiniowania rozkładu prawdopodobieństwa dla skończenie-wymiarowych zmiennych losowych {\displaystyle [f(x_{1}),\dots ,f(x_{n})].} Teraz, z tego {\displaystyle n}-wymiarowego rozkładu prawdopodobieństwa możemy uzyskać {\displaystyle (n-1)}-wymiarowe rozkład brzegowy dla {\displaystyle [f(x_{1}),\dots ,f(x_{n-1})].} Istnieje oczywisty warunek zastosowania metody, mianowicie taki, że ten rozkład brzegowy musi być taki sam jak ten uzyskany z w pełni rozwiniętego procesu stochastycznego. Kiedy wyrazimy ten warunek w kategoriach gęstości rozkładów, rezultatem będzie równanie Chapmana-Kołmogorowa-Smoluchowskiego.
Twierdzenie o rozszerzeniu Kołmogorowa gwarantuje istnienie procesu stochastycznego z daną rodziną skończenie-wymiarowych rozkładów prawdopodobieństwa spełniających warunek Chapmana-Kołmogorowa.

#### Czego rozszerzenie Kołmogorowa nie obejmuje
W aksjomatyzacji Kołmogorowa, zbiory mierzalne są zbiorami, które mają prawdopodobieństwo, innymi słowy, zbiorami dla których pytania tak/nie mają probabilistyczną odpowiedź.
Rozszerzenie Kołmogorowa zaczyna się deklaracją, że mierzalne są wszystkie zbiory funkcji, gdzie skończenie wiele współrzędnych {\displaystyle [f(x_{1}),\dots ,f(x_{n})]} leży w mierzalnych podzbiorach {\displaystyle Y^{n}.} Innymi słowy, jeśli na pytania tak/nie o {\displaystyle f} można uzyskać odpowiedź, biorąc co najwyżej skończoną liczbę współrzędnych, wtedy pytanie ma probabilistyczną odpowiedź.
W teorii miary, jeśli mamy przeliczalną rodzinę mierzalnych zbiorów, wtedy suma i przecięcia wszystkich tych zbiorów jest zbiorem mierzalnym. Dla naszych celów oznacza to, że te pytania tak/nie, które zależą od przeliczalnie wielu współrzędnych, mają probabilistyczną odpowiedź.
Rozszerzenie Kołmogorowa umożliwia konstruowanie procesów stochastycznych z ustalonymi skończenie-wymiarowymi rozkładami. Każde pytanie, które można zadać na temat ciągu, ma także probabilistyczną odpowiedź dla ciągów losowych. Z drugiej strony, pewne pytania o funkcje określone na ciągłej dziedzinie nie mają probabilistycznej odpowiedzi. Niestety większość problemów analizy matematycznej należy do tej kategorii, w szczególności:
1. ograniczoność,
2. ciągłość,
3. różniczkowalność.

Wszystkie wymagają znajomości nieprzeliczalnie wielu wartości funkcji.
Jednym z rozwiązań jest zdefiniowanie procesu stochastycznego jako rozkładalnego. Innymi słowy, że istnieje policzalny zbiór współrzędnych {\displaystyle \{f(x_{i})\}} którego wartości definiują całą funkcję losową {\displaystyle f.}